# Austin Big 7
L’Austin Big 7 (Austin Big Seven in inglese) è un'autovettura prodotta dall'Austin dal 1937 al 1939.
Il modello, di piccole dimensioni, venne commercializzato dall'Austin con l'intenzione di completare la gamma offerta con la vendita di un'auto un po' più grande dell'Austin 7, che era la vettura più di successo della casa automobilistica britannica. Un altro motivo che spinse l'Austin a lanciare sul mercato il modello, risiedette nel fatto che alla fine degli anni trenta le vendite dell'Austin 7 erano in declino.
L'Austin Big 7 era circa 12 cm più lunga della Austin 7, e possedeva un motore più grande. Questo propulsore era a quattro cilindri in linea ed aveva una cilindrata di 900 cm³. La potenza erogata dal motore era di 25 CV, mentre la velocità massima raggiunta dalla vettura era di 91 km/h. Venne commercializzata in due versioni, berlina e cabriolet, entrambe a due porte e quattro posti.
Il modello non ebbe vita lunga: nei tre anni di produzione vennero fabbricati 23.514 esemplari.